# Fodby Sogn
Fodby Sogn er et sogn i Næstved Provsti (Roskilde Stift).
I 1800-tallet var Fodby Sogn et selvstændigt pastorat. Det hørte til Øster Flakkebjerg Herred i Sorø Amt. Fodby sognekommune blev ved kommunalreformen i 1970 indlemmet i Næstved Kommune.
I Fodby Sogn ligger Fodby Kirke.
I sognet findes følgende autoriserede stednavne:
- Bistrup (bebyggelse, ejerlav)
- Bistrup Huse (bebyggelse)
- Borgnakke Skov (areal)
- Bøssevænge (areal, bebyggelse)
- Fodby (bebyggelse, ejerlav)
- Fodby Old (bebyggelse)
- Fodbygaard (ejerlav, landbrugsejendom)
- Møllevænge (bebyggelse)
- Skraverup (bebyggelse, ejerlav)
- Stenbæksholm (bebyggelse, ejerlav)
- Ålestokshuse (bebyggelse)